# De matrimonio
De matrimonio est un livre théologique (manuel pour les confesseurs) en latin écrit par le père jésuite espagnol Tomás Sánchez et consacré au mariage ; publié entre 1602 et 1605 sous le titre Disputationes de sancto matrimonii sacramento (ou Disputationum de sancto matrimonio tomi très), cet ouvrage en trois volumes a connu plusieurs éditions en Europe jusqu'en 1754.
L'ouvrage est mis à l'index en 1627, non pas pour des raisons théologiques mais principalement en raison du neuvième chapitre : De debito conjugali, consacré au devoir conjugal. Tomas Sanchez y annonce un changement capital dans la théologie du mariage, avec l'abandon de la doctrine augustinienne qui refuse l'amour sans procréation et qui se défie du plaisir sexuel ; pour Sanchez, ce n'est pas le plaisir en soi qui est à condamner mais le plaisir solitaire : il est possible de faire l'amour entre époux sans avoir d'enfants, dès lors que cela renforce le lien affectif entre les deux époux. Or, afin de fournir aux confesseurs un guide, Sánchez décrit minutieusement la sexualité conjugale, les actes licites et illicites, les conditions physiques et anatomiques d’une delectatio (plaisir sexuel) qui permet aux époux d'être proches ou de procréer, les péchés qui peuvent être commis contre la chasteté, et donc toutes les pratiques sexuelles possibles,.
Pour cette raison, l'ouvrage a fait l'objet d'attaques ironiques par les adversaires des Jésuites, comme Blaise Pascal au XVIIe siècle dans les Provinciales ou par les philosophes au XVIIIe siècle : Montesquieu dans les Lettres persanes évoque les casuistes qui s'intéressent de trop près aux liaisons amoureuses et aux secrets d’alcôve ; il soupçonne ceux « qui mettent au jour les secrets de la nuit » » et « forment dans leur imagination tous les monstres que le démon d’amour peut produire, les rassemblent, les comparent, et en font l’objet éternel de leurs pensées » d’y prendre un plaisir pervers, selon le moine fictif de l'abbaye de Saint-Victor que Montesquieu met en scène.